# Lille Skensved
Lille Skensved – miasto w Danii, w regionie Zelandia, w gminie Køge.